# دينيس شيفتشوك
دينيس شيفتشوك (بالأوكرانية: Шевчук Денис Віталійович)‏ هو لاعب كرة قدم أوكراني في مركز الهجوم، ولد في 23 يناير 1992 في Talne ‏ في أوكرانيا. لعب مع FC Nikopol ‏.

## وصلات خارجية
- دينيس شيفتشوك على موقع قاعدة بيانات كرة القدم.إي يو (الإنجليزية)
- دينيس شيفتشوك على موقع Soccerway.com (الإنجليزية)
- دينيس شيفتشوك على موقع عالم كرة القدم.نت (الإنجليزية)